# Russere
Russere (russisk: русские, tr. russkije) er et slavisk folkeslag som hovedsageligt bor i Rusland, men med store grupper i nabolandende og spredt ud over det gamle Sovjetunionen. Russere taler russisk som er et slavisk sprog i den indoeuropæiske sprogfamilie.

## Etymologi
Benævnelsen “russer” ("русские", "russkije") stammer fra det gamle folkeslag Rus, som anses som forløberne for både russerne, hviderusserne og ukrainerne. Derimod er oprindelse af “Rus” omstridt. To sprogforskere, Vilhelm Thomsen fra Danmark og den tysk-russiske Ernst Eduard Kunik, står bag den hypotese der har opnået størst accept. Ifølge hypotesen stammer "Rus" fra finsk, som har taget deres benævnelse for Sverige (finsk: Ruotsi, estisk: Rootsi), og anvendt på det russiske folk. Sikkert pga. den tidlige forbindelse mellem skandinaviske vikinger og russerne omkring Kijev.

### Nestorkrøniken
| „ | Og de valgte tre brødre med deres slægter og de tog hele rus med sig og kom. Den ældste, Rurik, slog sig ned i Novgorod; den anden, Sineus, ved Beloozero, den tredje, Truvor i Izborsk. Og efter disse fik det Russiske Rige navn. | “ |
|   | — Nestorkrøniken |   |

Ifølge Nestorkrøniken, som omhandler den tidligste russiske stat i Kijev (850 – 1110), stammer "russer" fra vikingehøvdingen "Rurik", som folkene i området omkring Novgorod havde hidkaldt for at regere over sig.

## Historie
Forfaderne til russerne var østslavonske stammer der levede i områderne omkring de nutidige stater i det vestlige Rusland, Hviderusland og Ukraine. Disse bestod blandt andet af stammerne Iimenslavere, krivichi, severjanerne og radmichi. Russernes etnogenes (skabelse) som folkeslag blev foranlediget af skandinaviske væringe (vikinger) som skabte kernen i den første russiske stat i Novgorod (som i sagaerne omtales som "Holmgard", "Holmgarðr" eller Holmgarðir"). Vikingerne lod sig hurtigt assimilere i de slaviske folkeslag og Novgorod voksede op igennem 900-tallet til at blive en lokal stormagt. Ruriks efterfølger Oleg (Helge) af Novgorod indtog Kijev i 882, og gjorde den til hovedstad for Kijevriget. I 918 lod russerne sig kristne af byzantinske missionærer

## Antal russere inden og uden for Rusland
Russere er med omkring 135-140 millioner den antalsmæssigt største etniske gruppe i Europa og en af de største i verdenen. Størstedelen – 116 millioner – lever i Rusland, og omkring 20 millioner i de omkringliggende nationer og fordelt i de tidligere sovjetiske regioner.

### Russere i Rusland
Der er for få eller ingen kildehenvisninger i dette afsnit, hvilket er et problem. Du kan hjælpe ved at angive troværdige kilder til de påstande, som fremføres.

I Rusland udgør russerne samlet set 79,8% af hele befolkningen.

### Russere uden for Rusland
Sovjetunionen, og det Russiske Kejserrige før det, havde ført en politik der aktiv opfordrede russere til at sprede sig inden for landet. Men den pludselige opløsning af Sovjetunionen i starten af 1990erne efterlod store russiske mindretal boende i hvad der nu var selvstændige stater. I visse af de tidligere sovjetiske republikker blev russerne set på med mistænksomme og fjendtlige øjne af republikkernes majoritetsbefolkninger. Specielt i Tjetjenien – hvor russere siden er blevet næsten fordrevet fra – og i de baltiske lande. Både Den Europæiske Union og Europarådet samt den russiske regering udtrykte bekymring for russernes retslige tilstand i de tidligere sovjetrepublikker, i særdeleshed Letland hvor regeringen har krævet at russiske børn undervises på lettisk og omkring 10% af befolkningen – hovedsagligt russere – er uden statsborgerskab.
Russere, der udgør majoriteten i visse tidligere sovjetiske regioner, har efter Sovjetunionens opløsning i mere eller mindre oprørsk grad prøvet at blive genforenet med Rusland. Det er specielt de to georgiske regioner Sydossetien og Abkhasien – som i dag er de facto selvstændige – og den moldavske region Transnistrien. Også områder i det nordlige Kasakhstan med store russiske befolkningsgrupper har russere rørt på sig for at blive genforenet med Rusland. På Krim, hvor langt den overvejden del af befolkningen er russisk, har Rusland i marts 2014 annekteret området og optaget dette i den Russiske føderation.

#### Russere i Kina
Efter Oktoberrevolutionen i Rusland i 1917, flygtede mange russere i eller associerede med den Den Hvide Hær over grænsen til Kina – flest til byen Harbin i det nordøstlige Kina. En stor del flyttede tilbage efter 2. verdenskrig. Men der forbliver omkring 15.600 russere i Kina. Størstedelen i den nordøstlige region Xinjiang og i det Indre Mongoliet og Heilongjiang. Russere i Kina er en af de 56 officielt anerkendte etniske grupper i Folkerepublikken Kina, hvor de kendes som "Russ" (俄罗斯族).
Den russiske diaspora udgør talmææsigt følgende:
Indenfor den tidligere Sovjetunionen
| Land         | Etniske russere  |
| ------------ | ---------------- |
| Ukraine      | 8.300.000 (2001) |
| Kasakhstan   | 3.512.925 (2020) |
| Hviderusland | 800.000          |
| Uzbekistan   | 640.000          |
| Letland      | 471.276 (2020)   |
| Kirgisistan  | 400.000          |
| Moldavien    | 370.000 (2004)   |
| Estland      | 310.000          |
| Turkmenistan | 300.000          |
| Litauen      | 180.000 (2011)   |
| Azerbaijan   | 140.000          |
| Tadsjikistan | 68.200           |
| Georgia      | 26.586           |
| Armenia      | 11.911 (2002)    |

Tidligere Warszawapagtlande
| Land      | Etniske russere |
| --------- | --------------- |
| Rumænien  | 30.000          |
| Bulgarien | 15.595          |
| Polen     | 13.000          |

Uden for Sovjetunionen og de tidligere Warszawapagtlande
| Country        | ethnic Russians     |
| -------------- | ------------------- |
| USA            | 3.100.000           |
| Tyskland       | 1.213.000           |
| Israel         | 1.000.000           |
| Canada         | 550.520             |
| Frankrig       | 200.000 til 500.000 |
| Mexico         | 350.000 til 480.000 |
| Argentina      | 350.000             |
| Brasilien      | 340.000             |
| Italien        | 120.000 (2006)      |
| Finland        | 78.400 (2015)       |
| Spain          | 70,927 (2016)       |
| Australia      | 67.550              |
| UAE            | 56.600              |
| Cuba           | 50.200              |
| United Kingdom | 35.000 (2013)       |
| Venezuela      | 34.600              |
| Austria        | 30.249              |
| Sweden         | 20.930              |
| Belgium        | 20.000              |
| China          | 15.600              |
| Hong Kong      | 5.000               |
| Norway         | 13.914              |
| New Zealand    | 10.235              |
| Indien         | 6.000 til 15.000    |
| Qatar          | 5.000               |
| Singapore      | 4.500               |
| Serbien        | 3.290               |

## Sprog
Russere taler russisk som er et østslavisk sprog meget lig ukrainsk og hviderussisk. Russisk skrives med det kyrilliske alfabet, som blev opfundet af de græske missionærer Sankt Kyrillos og Methodios i det 10. århundrede.

## Religion
Siden russerne lod sig kristne i 918 har langt hovedparten af russere bekendt sig til den Den Ortodokse Kirke som styres af den Patriarken af Moskva og hele Rus' i Moskva. Et lille mindretal af russere er russisk gammeltroende, som er en retning der opstod i anden halvdel af det 17. århundrede på baggrund af modstand mod nogle liturgiske reformer som patriarken Nikon indførte.

## Kendte russere
(efter fødselsår)
- Ivan IV (Den Grusomme): den første tsar (1530 – 1584)
- Peter Aleksejevitj Romanov (Den Store): tsar under Den store nordiske krig, grundlægger af Sankt Petersborg (1672 – 1725)
- Aleksandr Sergejevitj Pusjkin: forfatter (Jevgenij Onegin), (1799 – 1837)
- Fjodor Mikhajlovitj Dostojevskij: forfatter (Forbrydelse og straf (1866), Brødrene Karamazov (1879 – 1880), mm.) (1821 – 1881)
- Lev Nikolajevitj Tolstoj: forfatter, bredt anset for at være en af menneskehedens bedste forfattere (Krig og fred (1865), Anna Karenina (1873), mm.), (1828 – 1910)
- Pjotr Iljitj Tjajkovskij: komponist (Svanesøen, Nøddeknækkeren, 1812-ouverturen) (1840-1893)
- Anton Tjekhov: forfatter, Onkel Vanja, Tre Søstre, Kirsebærhaven, (1860 – 1904)
- Konstantin Eduardovitj Tsiolkovskij: tidlig raketforsker (1857 – 1935)
- Maksim Gorkij: forfatter (1868 – 1936)
- Vladimir Lenin: marxistisk revolutionær og politiker. Sovjetunionens første leder (1870 – 1924). Se også: Leninisme.
- Boris Leonidovitj Pasternak: forfatter (Dr. Zhivago (1957), filmatiseret som Doktor Zhivago) (1890 – 1960)
- Lev Trotskij: kommunistisk politiker, orator (1879 – 1940). Se også: Trotskisme
- Sergej Vladimirovitj Iljusjin: flydesigner, grundlægger af Iljusjin (1894 – 1977)
- Nikita Sergejevitj Khrusjtjov: general og leder af Sovjetunionen (1894 – 1971)
- Georgij Konstantinovitj Zjukov: øverstkommanderende general for de sovjetiske styrker under flere af de afgørende slag under 2. verdenskrig (Slaget om Moskva (1941 – 1942), Slaget om Stalingrad (1942 – 1943), Panserslaget ved Kursk (1943)) (1896 – 1974)
- Vasilij Ivanovitj Tjujkov: general for den 62. arme der besejrede de tyske invasionsstyrker ved Stalingrad under 2. verdenskrig (1900 – 1982)
- Sergej Pavlovitj Koroljov: raketforkser og konstruktør. Stod bag Sputnik- og Vostokprogrammerne (1907 – 1966)
- Vladimir Vladimirovitj Nabokov: forfatter (Lolita (1955), Ada eller Ardor(1969)) (1899 – 1977)
- Aleksandr Isajevitj Solsjenitsyn: forfatter (En dag i Ivan Denisovitjs liv (1962)) og dissident (født 1918)
- Mikhail Sergejevitj Gorbatjov: sidste leder af Sovjetunionen. Stod bag reformprogrammerne Glasnost og Perestrojka (født 1931)
- Boris Nikolajevitj Jeltsin: politiker og første præsident i den post-sovjetiske stat Den Russiske Føderation (1931 – 2007)
- Jurij Gagarin: første mand i rummet (1934 – 1968)
- Valentina Vladimirovna Teresjkova: første kvinde i rummet (født 1937)
- Vladimir Vladimirovitj Putin: politiker og Ruslands nuværende præsident. Se også: Putinisme (født 1952).
- Garri Kimovitj Kasparov: skakmester, anset som den bedste spiller i menneskehedens historie (født 1963)
- Anna Sergeevna Kurnikova: tennisspiller (født 1981)
- Marija Jurjevna Sjarapova: tennisspiller (født 1987)

- Maria Konstantinovna Bashkirtseva, russisk billedmaler og skulptør (1858 – 1884)
- Russisk bojar – medlem af det russiske aristokrati. Maleri af Konstantin Makovsky (1839 – 1915)
- Tre russisk gammeltroende i Oregon, USA (2006)
- Far i traditionel tøj poserer med søn og datter i mere vestligt tøj (Zlatoust, Ural, 1910)
- Maria Sharapova, tennisspiller (2006)
- Pige med jordbær. Fra 1909 på landet I nærheden af byen Kirillov.